# ホワイトエンサインモデルズ
ホワイトエンサインモデルズ（White Ensign Models）はイギリスの模型製造会社。
なお、ホワイト・エンサインとは、イギリス海軍の軍艦旗のこと。
名前のとおり各種スケールの艦船模型（主にイギリス艦船）を主軸に、各国艦船に使用するためのエッチングパーツ（当地ではフォトエッチ（Photo Etch）という）やアクセサリーとして各種スケールのディテールアップパーツや1/700航空機も販売している。また、自社製品用に塗料も生産、販売している。
日本メーカーの発売が少ないイギリス艦船（特に1/350などの大型品や第2次大戦以前のもの）を多く取り揃えているので、日本でも個人輸入などをしている人がいるようである。
また、ピットロードはこの会社の製品を独自輸入して卸売している。
なお、1/700航空機は、ピットロードすらキット化していない機体（主に欧米機。特に米英についてはかなりの品揃えを誇る）を発売しているほか、ヘリコプターのブレードなどにエッチングパーツを使用するなどの設計をしているが、アクセサリー程度の力しか入れていないのか、ピットロードのものと比べることはできない。また、日本の航空機瑞雲（ZUIUN）をZUIINとしたミスもある（そのためか、現在公式HPでは一覧から消えている）。